# 시오자키 고
시오자키 고(일본어: 潮崎 豪, 1982년 1월 21일 ~ )는 일본의 프로레슬러이다. 구마모토현 구마모토시 출신이다.